# Jon Ander Garrido
Jon Ander Garrido Moracia (Bilbao, Vizcaya, 9 de octubre de 1989) es un exfutbolista español. Jugaba de centrocampista y su último equipo fue el Cádiz C. F.

## Trayectoria
Se formó en las categorías inferiores del C. D. Getxo. En 2008, una vez finalizada su etapa como juvenil, dio el salto al primer equipo que jugaba en División de Honor. En 2010 firmó por el Barakaldo C. F., con el que jugó en Segunda División B. Tras tres años y medio en el club fabril llegó al Cádiz C. F., como cedido por parte del Granada C. F., en enero de 2014. Finalmente, el jugador firmó en propiedad por el club gaditano seis meses después.
En enero de 2016 fue cedido al Racing de Ferrol hasta final de temporada. A su regreso a Cádiz, se convirtió en una pieza clave para el técnico Álvaro Cervera. El 1 de octubre de 2020 debutó en Primera División, en San Mamés, en un histórico triunfo ante el Athletic Club (0-1). Ante otro equipo vasco, la Real Sociedad, el 22 de noviembre de ese mismo año disputó su encuentro número 200 con el conjunto cadista.
El 27 de enero de 2022 llegó al C. D. Mirandés, para competir en la Segunda División, en calidad de cedido por el equipo gaditano. La temporada siguiente, de nuevo en Cádiz, no pudo jugar ningún minuto debido a las lesiones, por lo que en junio de 2023 optó por la retirada.

## Estadísticas
Actualizado al último partido disputado en su carrera.
| Club                           | Div.          | Temporada     | Liga  | Liga  | Copas nacionales | Copas nacionales | Copas internacionales | Copas internacionales | Total | Total |
| Club                           | Div.          | Temporada     | Part. | Goles | Part.            | Goles            | Part.                 | Goles                 | Part. | Goles |
| ------------------------------ | ------------- | ------------- | ----- | ----- | ---------------- | ---------------- | --------------------- | --------------------- | ----- | ----- |
| C. D. Getxo · España           | 5.ª           | 2008-09       | ?     | ?     | —                | —                | —                     | —                     | ?     | ?     |
| C. D. Getxo · España           | 5.ª           | 2009-10       | ?     | ?     | —                | —                | —                     | —                     | ?     | ?     |
| C. D. Getxo · España           | Total club    | Total club    | ?     | ?     | 0                | 0                | 0                     | 0                     | ?     | ?     |
| Barakaldo C. F. · España       | 2.ª B         | 2010-11       | 18    | 0     | —                | —                | —                     | —                     | 18    | 0     |
| Barakaldo C. F. · España       | 3.ª           | 2011-12       | ?     | ?     | —                | —                | —                     | —                     | ?     | ?     |
| Barakaldo C. F. · España       | 2.ª B         | 2012-13       | 31    | 6     | —                | —                | —                     | —                     | 31    | 6     |
| Barakaldo C. F. · España       | 2.ª B         | 2013-14       | 19    | 2     | 1                | 0                | —                     | —                     | 20    | 2     |
| Barakaldo C. F. · España       | Total club    | Total club    | 68    | 8     | 1                | 0                | 0                     | 0                     | 69    | 8     |
| Cádiz C. F. · España           | 2.ª B         | 2013-14       | 15    | 0     | —                | —                | —                     | —                     | 15    | 0     |
| Cádiz C. F. · España           | 2.ª B         | 2014-15       | 35    | 2     | 5                | 0                | —                     | —                     | 40    | 2     |
| Cádiz C. F. · España           | 2.ª B         | 2015-16       | 14    | 0     | 3                | 0                | —                     | —                     | 17    | 0     |
| Racing Club de Ferrol · España | 2.ª B         | 2015-16       | 15    | 0     | —                | —                | —                     | —                     | 15    | 0     |
| Racing Club de Ferrol · España | Total club    | Total club    | 15    | 0     | 0                | 0                | 0                     | 0                     | 15    | 0     |
| Cádiz C. F. · España           | 2.ª           | 2016-17       | 32    | 1     | 1                | 0                | —                     | —                     | 33    | 1     |
| Cádiz C. F. · España           | 2.ª           | 2017-18       | 36    | 2     | 5                | 0                | —                     | —                     | 41    | 2     |
| Cádiz C. F. · España           | 2.ª           | 2018-19       | 22    | 1     | 1                | 0                | —                     | —                     | 23    | 1     |
| Cádiz C. F. · España           | 2.ª           | 2019-20       | 24    | 1     | 2                | 0                | —                     | —                     | 26    | 1     |
| Cádiz C. F. · España           | 1.ª           | 2020-21       | 23    | 0     | 3                | 1                | —                     | —                     | 26    | 1     |
| Cádiz C. F. · España           | 1.ª           | 2021-22       | 0     | 0     | 0                | 0                | —                     | —                     | 0     | 0     |
| C. D. Mirandés · España        | 2.ª           | 2021-22       | 13    | 1     | —                | —                | —                     | —                     | 13    | 1     |
| C. D. Mirandés · España        | Total club    | Total club    | 13    | 1     | 0                | 0                | 0                     | 0                     | 13    | 1     |
| Cádiz C. F. · España           | 1.ª           | 2022-23       | 0     | 0     | 0                | 0                | —                     | —                     | 0     | 0     |
| Cádiz C. F. · España           | Total club    | Total club    | 201   | 7     | 20               | 1                | 0                     | 0                     | 221   | 8     |
| Total carrera                  | Total carrera | Total carrera | 297   | 16    | 21               | 1                | 0                     | 0                     | 318   | 17    |
| 1.                             |               |               |       |       |                  |                  |                       |                       |       |       |